# Vattetot-sur-Mer

Vattetot-sur-Mer este o comună în departamentul Seine-Maritime, Franța. În 1 ianuarie 2022 avea o populație de 326 de locuitori.